# Liste der Monuments historiques in Florent-en-Argonne
Die Liste der Monuments historiques in Florent-en-Argonne führt die Monuments historiques in der französischen Gemeinde Florent-en-Argonne auf.

## Liste der Objekte
| Bezeichnung                           | Beschreibung                                                  | Standort                                        | Kennzeichnung | Schutzstatus | Datum | Bild |
| ------------------------------------- | ------------------------------------------------------------- | ----------------------------------------------- | ------------- | ------------ | ----- | ---- |
| Seitenaltar                           | Altartisch und Retabel; Holz, farbig gefasst, 19. Jahrhundert | in der Kirche Invention-de-Saint-Étienne (Lage) | PM51002286    | Inscrit      | 1975  |      |
| Skulpturengruppe Unterweisung Mariens | Holz, farbig gefasst, 15. Jahrhundert                         | in der Kirche Invention-de-Saint-Étienne (Lage) | PM51000429    | Classé       | 1975  |      |
| Triumphbogen                          | Holz, 1901                                                    | in der Kirche Invention-de-Saint-Étienne (Lage) | PM51002285    | Inscrit      | 1975  |      |